# والتر فاغنر (محامي)
والتر فاغنر (بالألمانية: Walter Wagner)‏ هو محامي ألماني، ولد في 25 يونيو 1907 في برلين في ألمانيا، وتوفي في 1945.